# Trofeo Gianfranco Bianchin
Die Trofeo Gianfranco Bianchin war eine Radsportveranstaltung in Italien in Ponzano Veneto (Provinz Treviso). Sie fand von 1970 bis 2019 für Amateure, später für Radrennfahrer der U23-Klasse statt. Das Eintagesrennen ist nach Gianfranco Bianchin benannt, einem italienischen Radrennfahrer, der 1970 starb. Von 2005 bis 2012 war es Teil der UCI Europe Tour in der U23-Klasse.

## Palmarès
- 1970  Pietro Poloni
- 1971  Gino Chies
- 1972  Nereo Bazzan
- 1973  Giampaolo Flamini
- 1974  Ruggero Gialdini
- 1975  Giuseppe Martinelli
- 1976  Ermenegildo Da Re
- 1977  Fiorenzo Favero
- 1978  Claudio Pettina
- 1979  Giuseppe Petito
- 1980  Giovanni Moro
- 1981  Claudio Argentin
- 1982  Ezio Moroni
- 1983  Mario Condolo
- 1984  Enrico Pezzetti
- 1985  Luigi Furlan
- 1986  Giorgio Furlan
- 1987  Carlo Finco
- 1988  Desiderio Voltarel
- 1989  Marco Masetti
- 1990  Stefano Guerrini
- 1991  Giuseppe Guerini
- 1992  Alessandro Bertolini
- 1993  Stefano Checchin
- 1994  Gianluca Pianegonda
- 1995  Stefano Faustini
- 1996  Emanuele Lupi
- 1997  Giuliano Figueras
- 1998  Massimo Cigana
- 1999  Leonardo Giordani
- 2000  Giampaolo Caruso
- 2001  Luca Barattero
- 2002  Luca Solari
- 2003  Giovanni Visconti
- 2004  Paul Crake
- 2005  Matteo Priamo
- 2006  Matic Strgar
- 2007  Americo Novembrini
- 2008  Robert Vrečer
- 2009  José Bone León
- 2010  Robert Vrečer
- 2011  Moreno Moser
- 2012  Kristian Sbaragli
- 2013  Andrea Toniatti
- 2014  Davide Gomirato
- 2015  Rino Gasparrini
- 2016  Michael Bresciani
- 2017  Luca Mozzato
- 2018  Tadej Pogačar
- 2019  Francesco Di Felice